# رشا نور الدين
رشا نور الدين (18 أكتوبر 1987 -)، ممثلة مصرية.

## عن حياتها
ولدت في مصر لأم تركية، احبت التمثيل منذ الصغر وظهر هذا أثناء اشتراكها في المسرح المدرسي والحفلات المدرسية وفي المنزل حيث كانت تقوم بتقليد بعض الفنانين وبعض الضيوف الذين كانوا يحضرون إلي المنزل ولاحظت أسرتها هذا ولكنهم شجعوها علي أن تضمن مستقبلها بالحصول علي إحدي الكليات الهامة ثم التفرغ للتمثيل وبالفعل التحقت بكلية الاقتصاد والعلوم السياسية بناء علي رغبة والدتها وتخرجت فيها بتقدير عام جيدا جدا لأنها أحبت إذا عملت أي شيء أن تتقنه بالإضافة لممارستها التمثيل علي مسرح الجامعة.
أثناء دراستها بالكلية ذهبت لاستديو الممثل الخاص بالدكتور محمد عبد الهادي و عند الدكتورة نجاة علي لأنها كانت مستعده لاقتحام مجال التمثيل ولكنها فكرت في أن الدراسة الأكاديمية لمدة 4 سنوات بمعهد الفنون المسرحية ستكون أفضل وأعمق بالإضافة لكارنيه نقابة الممثلين الذي يسهل لها الاشتراك في الأعمال بالفعل قدمت أوراقها وتم قبولي .
حصلت عام 2006 علي لقب الوصيفة الأولي لملكة جمال مصر وهي تجربة مرت بها والأمر كله كان صدفة ورشحت بعدها لمسابقة ملكة جمال الكون ورفضت الاشتراك لأنه يوجد قسم من المسابقة المفروض أن ترتدي فيه المايوه البكيني.

## أعمالها[2]

### من الأفلام
- جوة اللعبة (2012)

### من المسلسلات
- ملكة في المنفى (2010)
- اغلى من حياتي (2010)
- الوديعة والذئاب (2009)
- الدالي ج2 (2008)
- شرف فتح الباب (2008)

## وصلات خارجية
- رشا نور الدين على موقع الدهليز
- رشا نور الدين على موقع قاعدة بيانات الأفلام العربية